# Personoid
Personoid é um termo criado no conto Non Serviam (1971) por Stanislaw Lem, um escritor de ficção-científica polaco. Este conto também apresenta o termo personética para designar a ciência que estuda os personoids. Os personoids são uma abstração da mente humana. Eles podem ter um corpo virtual ou um corpo robótico e têm a capacidade de se adaptarem a qualquer corpo e a qualquer ambiente. Assim, eles podem interagir com o ambiente e com outras entidades nesse ambiente - nomeadamente com outros personoids e humanos.
Em informática, os personoids também são conhecidos como agentes autónomos inteligentes. Por definição, os personoids são uma abstracção semelhante à mente humana, incluindo emoções. Dada a sua semelhança com humanos são de grande interesse de estudo pelas ciências cognitivas e muitas das conclusões deduzidas do estudo dos personoids aplicam-se aos seres humanos e vice-versa.
As sociedades de personoids também podem desenvolver uma cultura. De acordo com N. Gessler, os personoids podem ser a base de estudo de culturas artificiais e de evolução de culturas.   
Este conceito foi previamente apresentado em 1961 na colectânea de contos Viagens de Ijon Tichy (Editorial Caminho, 1987), também de Stanislaw Lem, num conto sobre o mesmo assunto mas sem mencionar a palavra personoid. Neste conto, o professor Corcoran tem cérebros electrónicos com consciência dentro de caixas e as caixas estão ligadas a um tambor que implementa um mundo artificial.

## Personoides no cinema e TV
- Welt am Draht (1973)
- The Thirteenth Floor (1999)

## References
- O livro Próżnia Doskonała (1971) de Stanislaw Lem.
- Personoids Organizations Framework: An Approach to Highly Autonomous Software Architectures, ENEA Relatório (1998).
- Paradigms of Personoids, Adam M. Gadomski 1997.
- Computer Models of Cultural Evolution. Nicholas Gessler. In EVOLUTION IN THE COMPUTER AGE - Proceedings of the Center for the Study of Evolution and the Origin of Life, editado por David B. e Gary B. Fogel. Jones e Bartlett Publishers, Sudbury, Massachusetts (2002).
- O Robot Autista (2013). José Oliveira. Inclui: "Personoids: Agentes Autónomos Inteligentes", (1997).